# Formuła 2 – Hungaroring 2018
Runda Formuły 2 na torze Hungaroring – runda ósma mistrzostw Formuły 2 w sezonie 2018.

## Wyniki

### Sesja treningowa
| Nr | Kierowca       | Konstruktor    | Czas     | Okr. |
| -- | -------------- | -------------- | -------- | ---- |
| 8  | George Russell | ART Grand Prix | 1:28,886 | 14   |

### Kwalifikacje
Źródło: motorsport.com
| Poz. | Nr | Kierowca            | Konstruktor                     | Czas     | Poz. s. |
| ---- | -- | ------------------- | ------------------------------- | -------- | ------- |
| 1    | 18 | Sérgio Sette Câmara | Carlin                          | 1:27,400 | 1       |
| 2    | 7  | Jack Aitken         | ART Grand Prix                  | 1:27,430 | 2       |
| 3    | 4  | Nyck de Vries       | Petramina Prema Theodore Racing | 1:27,631 | 3       |
| 4    | 8  | George Russell      | ART Grand Prix                  | 1:27,762 | 4       |
| 5    | 14 | Luca Ghiotto        | Campos Vexatec Racing           | 1:27,828 | 5       |
| 6    | 19 | Lando Norris        | Carlin                          | 1:27,864 | 6       |
| 7    | 1  | Artiom Markiełow    | Russian Time                    | 1:27,957 | 7       |
| 8    | 16 | Arjun Maini         | Trident                         | 1:27,958 | 8       |
| 9    | 10 | Ralph Boschung      | MP Motorsport                   | 1:27,973 | 9       |
| 10   | 20 | Louis Delétraz      | Charouz Racing System           | 1:28,032 | 10      |
| 11   | 12 | Nirei Fukuzumi      | BWT Arden                       | 1:28,038 | 11      |
| 12   | 21 | Antonio Fuoco       | Charouz Racing System           | 1:28,073 | 12      |
| 13   | 5  | Alexander Albon     | DAMS                            | 1:28,107 | 13      |
| 14   | 6  | Nicholas Latifi     | DAMS                            | 1:28,124 | 14      |
| 15   | 11 | Maximilian Günther  | BWT Arden                       | 1:28,169 | 15      |
| 16   | 15 | Roy Nissany         | Campos Vexatec Racing           | 1:28,348 | 16      |
| 17   | 17 | Alessio Lorandi     | Trident                         | 1:28,533 | 17      |
| 18   | 3  | Sean Gelael         | Petramina Prema Theodore Racing | 1:28,648 | 18      |
| 19   | 9  | Roberto Merhi       | MP Motorsport                   | 1:28,724 | 19      |
| 20   | 2  | Tadasuke Makino     | Russian Time                    | 1:28,750 | 20      |
| Poz. | Nr | Kierowca            | Konstruktor                     | Czas     | Poz. s. |

### Główny wyścig

#### Wyścig
Źródło: motorsport.com
| P                 | + / – | Nr | Kierowca            | Konstruktor                     | Okr. | Czas / Strata | Komentarz   |
| ----------------- | ----- | -- | ------------------- | ------------------------------- | ---- | ------------- | ----------- |
| 1                 | 2     | 4  | Nyck de Vries       | Petramina Prema Theodore Racing | 34   | 1:00:16,996   |             |
| 2                 | 4     | 19 | Lando Norris        | Carlin                          | 34   | +0:16,508     |             |
| 3                 | 9     | 21 | Antonio Fuoco       | Charouz Racing System           | 34   | +0:20,752     |             |
| 4                 | 2     | 7  | Jack Aitken         | ART Grand Prix                  | 34   | +0:21,805     |             |
| 5                 | 8     | 5  | Alexander Albon     | DAMS                            | 34   | +0:23,077     |             |
| 6                 | 1     | 14 | Luca Ghiotto        | Campos Vexatec Racing           | 34   | +0:28,696     |             |
| 7                 | 6     | 18 | Sérgio Sette Câmara | Carlin                          | 34   | +0:29,099     | [ a ]       |
| 8                 | 1     | 1  | Artiom Markiełow    | Russian Time                    | 34   | +0:35,594     |             |
| 9                 | 11    | 2  | Tadasuke Makino     | Russian Time                    | 34   | +0:36,304     |             |
| 10                | 1     | 12 | Nirei Fukuzumi      | BWT Arden                       | 34   | +0:37,114     |             |
| 11                | 8     | 9  | Roberto Merhi       | MP Motorsport                   | 34   | +0:37,983     |             |
| 12                | 4     | 16 | Arjun Maini         | Trident                         | 34   | +0:38,336     |             |
| 13                | 5     | 3  | Sean Gelael         | Petramina Prema Theodore Racing | 34   | +0:39,120     |             |
| 14                | 3     | 17 | Alessio Lorandi     | Trident                         | 34   | +0:39,858     |             |
| 15                | 1     | 15 | Roy Nissany         | Campos Vexatec Racing           | 34   | +0:48,072     |             |
| 16                | 1     | 11 | Maximilian Günther  | BWT Arden                       | 34   | +0:53,241     |             |
| 17                | 7     | 20 | Louis Delétraz      | Charouz Racing System           | 34   | +1:13,696     |             |
| 18                | 9     | 10 | Ralph Boschung      | MP Motorsport                   | 33   | +1 okr.       |             |
| Niesklasyfikowani |       |    |                     |                                 |      |               |             |
|                   |       | 6  | Nicholas Latifi     | DAMS                            | 29   | +5 okr.       | utrata mocy |
|                   |       | 8  | George Russell      | ART Grand Prix                  | 11   | +23 okr.      | sprzęgło,   |
| P                 | + / – | Nr | Kierowca            | Konstruktor                     | Okr. | Czas / Strata | Komentarz   |

Uwagi
1. ↑  Sérgio Sette Câmara został ukarany 10-sekundową karą czasową za spowodowanie kontaktu z Antonio Fuoco.
2. ↑  George Russell wystartował z pit lane z powodu problemów ze sprzęgłem.

#### Najszybsze okrążenie
| Nr | Kierowca       | Konstruktor   | Czas     | Okr. |
| -- | -------------- | ------------- | -------- | ---- |
| 10 | Ralph Boschung | MP Motorsport | 1:32,473 | 33   |

#### Premia za najszybsze okrążenie w TOP 10
| Nr | Kierowca      | Konstruktor                     | Czas     | Okr. |
| -- | ------------- | ------------------------------- | -------- | ---- |
| 4  | Nyck de Vries | Petramina Prema Theodore Racing | 1:32,832 | 33   |

### Sprint

#### Wyścig
Źródło: motorsport.com
| P                 | + / –     | Nr | Kierowca            | Konstruktor                     | Okr. | Czas / Strata | Komentarz       |
| ----------------- | --------- | -- | ------------------- | ------------------------------- | ---- | ------------- | --------------- |
| 1                 | 3         | 5  | Alexander Albon     | DAMS                            | 28   | +0:14,006     |                 |
| 2                 | 1         | 14 | Luca Ghiotto        | Campos Vexatec Racing           | 28   | +0:09,465     |                 |
| 3                 | 1         | 18 | Sérgio Sette Câmara | Carlin                          | 28   | +0:11,371     |                 |
| 4                 | 3         | 19 | Lando Norris        | Carlin                          | 28   | +0:13,638     |                 |
| 5                 | 6         | 9  | Roberto Merhi       | MP Motorsport                   | 28   | +0:28,210     |                 |
| 6                 | 4         | 12 | Nirei Fukuzumi      | BWT Arden                       | 28   | +0:34,144     |                 |
| 7                 | 1         | 4  | Nyck de Vries       | Petramina Prema Theodore Racing | 28   | +0:34,145     |                 |
| 8                 | 12        | 8  | George Russell      | ART Grand Prix                  | 28   | +0:36,586     |                 |
| 9                 | 8         | 20 | Louis Delétraz      | Charouz Racing System           | 28   | +0:37,140     |                 |
| 10                | 5         | 7  | Jack Aitken         | ART Grand Prix                  | 28   | +0:38,976     |                 |
| 11                | 2         | 3  | Sean Gelael         | Petramina Prema Theodore Racing | 28   | +0:40,963     |                 |
| 12                | 3         | 2  | Tadasuke Makino     | Russian Time                    | 28   | +0:41,535     |                 |
| 13                | 12        | 1  | Artiom Markiełow    | Russian Time                    | 28   | +0:52,230     |                 |
| 14                | 2         | 16 | Arjun Maini         | Trident                         | 28   | +0:52,230     |                 |
| 15                | Bez zmian | 15 | Roy Nissany         | Campos Vexatec Racing           | 28   | +1:00,932     |                 |
| 16                | 3         | 6  | Nicholas Latifi     | DAMS                            | 28   | +1:17,184     |                 |
| 17                | 11        | 21 | Antonio Fuoco       | Charouz Racing System           | 27   | +1 okr.       |                 |
| Niesklasyfikowani |           |    |                     |                                 |      |               |                 |
|                   |           | 11 | Maximilian Günther  | BWT Arden                       | 17   | +11 okr.      | skrzynia biegów |
|                   |           | 10 | Ralph Boschung      | MP Motorsport                   | 0    | +28 okr.      | kolizja         |
|                   |           | 17 | Alessio Lorandi     | Trident                         | 0    | +28 okr.      | kolizja         |
| P                 | + / –     | Nr | Kierowca            | Konstruktor                     | Okr. | Czas / Strata | Komentarz       |

#### Najszybsze okrążenie
| Nr | Kierowca      | Konstruktor           | Czas     | Okr. |
| -- | ------------- | --------------------- | -------- | ---- |
| 21 | Antonio Fuoco | Charouz Racing System | 1:31,889 | 24   |

#### Premia za najszybsze okrążenie w TOP 10
| Nr | Kierowca     | Konstruktor           | Czas     | Okr. |
| -- | ------------ | --------------------- | -------- | ---- |
| 14 | Luca Ghiotto | Campos Vexatec Racing | 1:33,537 | 6    |

## Klasyfikacja po zakończeniu rundy

### Kierowcy
| P  | +/− | Kierowca            | Starty | Punkty | P1 | P2 | P3 | PP | NO | NS |
| -- | --- | ------------------- | ------ | ------ | -- | -- | -- | -- | -- | -- |
| 1  | 0   | George Russell      | 16     | 171    | 4  | 3  | –  | 3  | 4  | 3  |
| 2  | 0   | Lando Norris        | 16     | 159    | 1  | 2  | 4  | 1  | 1  | –  |
| 3  | 0   | Alexander Albon     | 16     | 141    | 3  | 1  | –  | 3  | –  | 3  |
| 4  | 0   | Artiom Markiełow    | 16     | 114    | 3  | –  | 1  | –  | 4  | 2  |
| 5  | +2  | Nyck de Vries       | 16     | 114    | 2  | 2  | –  | –  | 4  | 4  |
| 6  | −1  | Antonio Fuoco       | 15     | 112    | 1  | –  | 4  | –  | 1  | 1  |
| 7  | −1  | Sérgio Sette Câmara | 14     | 106    | –  | 2  | 3  | 1  | –  | 3  |
| 8  | +1  | Luca Ghiotto        | 16     | 79     | –  | 1  | 2  | –  | 1  | 2  |
| 9  | −1  | Louis Delétraz      | 16     | 62     | –  | 2  | –  | –  | –  | 4  |
| 10 | 0   | Jack Aitken         | 15     | 61     | 1  | 1  | –  | –  | –  | 2  |
| 11 | +1  | Roberto Merhi       | 15     | 41     | –  | –  | 1  | –  | –  | 2  |
| 12 | −1  | Maximilian Günther  | 16     | 39     | 1  | 1  | –  | –  | –  | 3  |
| 13 | 0   | Nicholas Latifi     | 16     | 34     | –  | –  | 1  | –  | 1  | 1  |
| 14 | 0   | Sean Gelael         | 16     | 29     | –  | 1  | –  | –  | –  | 6  |
| 15 | 0   | Arjun Maini         | 16     | 23     | –  | –  | –  | –  | –  | 2  |
| 16 | 0   | Tadasuke Makino     | 16     | 20     | –  | –  | –  | –  | –  | 3  |
| 17 | 0   | Ralph Boschung      | 16     | 13     | –  | –  | –  | –  | –  | 7  |
| 18 | +1  | Nirei Fukuzumi      | 15     | 11     | –  | –  | –  | –  | –  | 2  |
| 19 | −1  | Santino Ferrucci    | 13     | 7      | –  | –  | –  | –  | –  | 1  |
| 20 | 0   | Roy Nissany         | 16     | 0      | –  | –  | –  | –  | –  | 4  |
| 21 | N   | Alessio Lorandi     | 2      | 0      | –  | –  | –  | –  | –  | 1  |
| P  | +/− | Kierowca            | Starty | Punkty | P1 | P2 | P3 | PP | NO | NS |

### Zespoły
| P  | +/− | Konstruktor                     | Starty | Punkty | P1 | P2 | P3 | PP | NO | NS |
| -- | --- | ------------------------------- | ------ | ------ | -- | -- | -- | -- | -- | -- |
| 1  | +1  | Carlin                          | 30     | 265    | 1  | 4  | 7  | 2  | 1  | 3  |
| 2  | −1  | ART Grand Prix                  | 31     | 232    | 5  | 4  | –  | 3  | 4  | 5  |
| 3  | +1  | DAMS                            | 32     | 175    | 3  | 1  | 1  | 3  | 1  | 4  |
| 4  | −1  | Charouz Racing System           | 31     | 174    | 1  | 2  | 4  | –  | 1  | 5  |
| 5  | +1  | Petramina Prema Theodore Racing | 32     | 143    | 2  | 3  | –  | –  | 4  | 10 |
| 6  | −1  | Russian Time                    | 32     | 134    | 3  | –  | 1  | –  | 4  | 5  |
| 7  | 0   | Campos Vexatec Racing           | 32     | 79     | –  | 1  | 2  | –  | 1  | 6  |
| 8  | 0   | MP Motorsport                   | 31     | 54     | –  | –  | 1  | –  | –  | 9  |
| 9  | 0   | BWT Arden                       | 31     | 50     | 1  | 1  | –  | –  | –  | 5  |
| 10 | 0   | Trident                         | 31     | 30     | –  | –  | –  | –  | –  | 4  |
| P  | +/− | Konstruktor                     | Starty | Punkty | P1 | P2 | P3 | PP | NO | NS |